# Lautenspielerin

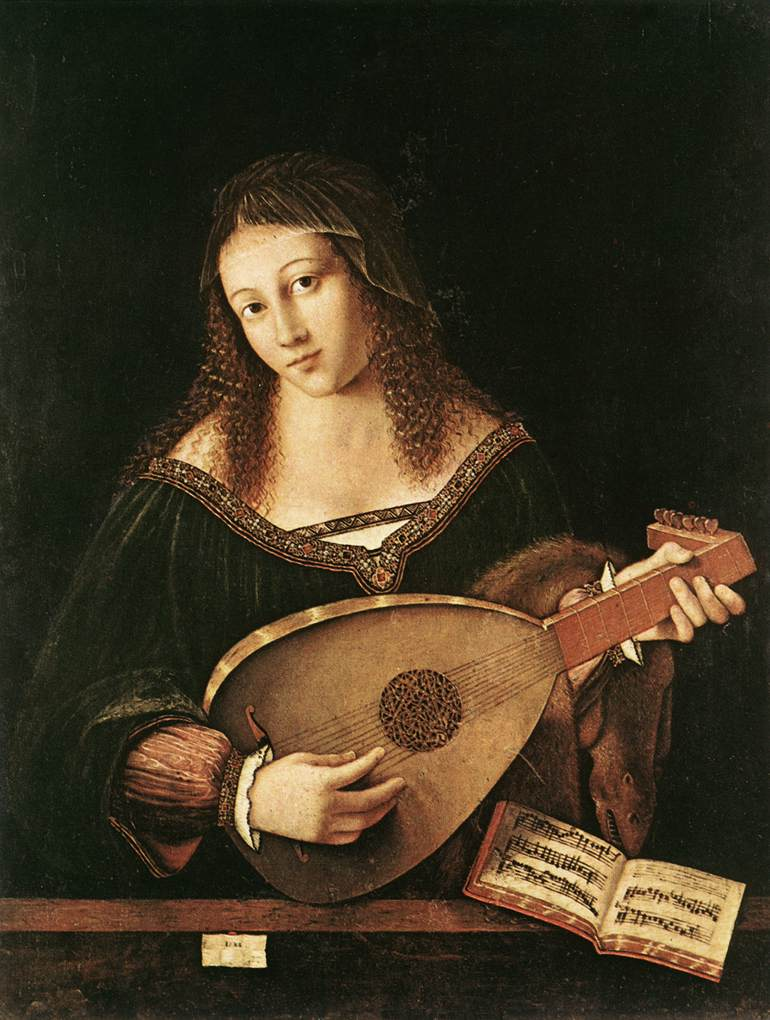
Bartolomeo Veneto: Lautenspielerin (1520), 65 cm × 50 cm, Pinacoteca di Brera, Mailand.

In der ersten Hälfte des 16. Jahrhunderts sind mehrere auf Holz gemalte Ölgemälde entstanden, die eine Lautenspielerin zeigen und dem italienischen Maler Bartolomeo Veneto, auch Bartolomeo da Venezia, und seiner Werkstatt zugeschrieben werden. Die ältesten bekannten Versionen der Darstellung befinden sich in der Pinacoteca di Brera in Mailand und im Isabella Stewart Gardner Museum in Boston.

## Beschreibung
Die meist hochrechteckigen Gemälde zeigen jeweils die Halbfigur einer aufwändig gekleideten Frau, deren Kleid mit edlen Steinen und Stickereien verziert ist. Sie befindet sich hinter einer Brüstung, auch parapetto genannt. Dadurch wird eine Distanz zu den Betrachtenden hergestellt, eine Bildgrenze, die durch das auf der Brüstung liegende aufgeschlagene Notenbuch aufgebrochen wird. Auf den Gemälden in der Pinacoteca di Brera und im Isabella Stewart Gardner Museum ist zudem ein Cartellino auf der Brüstung zu erkennen, auf dem das Entstehungsjahr des Gemäldes (1520) vermerkt ist. Über dem Arm trägt die Dargestellte den so genannten Zibellino oder Flohpelz, der Flöhe abwehren sollte und als Accessoire in der Darstellung hochrangiger Frauen im 16. Jahrhundert nicht unüblich ist. Über ihre offenen lockigen Haare ist ein fast durchsichtiger Schleier gelegt. In den Händen hält sie eine Laute, sie scheint sich mitten im Spiel zu befinden. Der Blick der Lautenspielerin ist direkt zum Betrachter gerichtet. Das Verhältnis von Licht und Schatten deutet eine intime Szene an.

## Identität der Dargestellten
Die Identität der Lautenspielerin ist nicht eindeutig geklärt, ihre Kleidung lässt jedoch auf den Status einer Adligen schließen. In der Pinacoteca di Brera geht man davon aus, Bartolomeo Veneto habe die Heilige Cäcilia von Rom abgebildet, die zuweilen mit der Laute als Attribut dargestellt wird. Ihr Schleier wird in dieser These als angedeuteter Heiligenschein interpretiert. In der Forschungsliteratur wird die Dargestellte zum Teil als Cecilia Gallerani identifiziert. Demnach stelle das Flohfell eine Reminiszenz an den Hermelin auf Leonardo da Vincis Porträt von Cecilia Gallerani dar, das auch als Dame mit dem Hermelin bekannt ist.

## Versionen
Es existieren mehrere Versionen des Gemäldes, deren Autorschaft teilweise unklar sind. Die zahlreichen zeitgenössischen Nachahmungen sprechen dafür, dass das Werk bereits sehr bekannt war oder sich zumindest gut verkauft hat.

### Version in der Pinacoteca di Brera, Mailand
Eine auf 1520 datierte Version des Gemäldes befindet sich in der Pinacoteca di Brera in Mailand. Es misst 65 × 50 cm und wurde 1936 aus der Sammlung des Grafen Cesare del Majno in Mailand erworben.

### Version im Isabella Gardner Museum, Boston
Auch im Isabella Stewart Gardner Museum in Boston befindet sich eine auf 1520 datierte Version des Gemäldes einer Lautenspielerin. Das auf Nussholz gemalte Ölgemälde misst 66,8 × 50,5 cm. Aus der Sammlung der Familie Donado gelangte das Werk im späten 18. Jahrhundert in die Sammlung des Grafen Pio Reese in Rom. Das Museum kaufte das Gemälde 1900 an.

### Weitere Versionen des Gemäldes
Eine jüngere Version im J. Paul Getty Museum in Los Angeles ist mit 55,9 × 41,3 cm deutlich kleinformatiger. Diese Darstellung wird auf circa 1530 datiert. Auf diesem Gemälde ist kein Cartellino zu erkennen, ansonsten ähnelt das Erscheinungsbild der Lautenspielerin jedoch dem der früheren Versionen. Aus der Klosteranlage Certosa di Pavia gelangte das Gemälde über mehrere Privatsammlungen und die Galleria Luigi Bellini in den Besitz von J. Paul Getty. Nach seinem Tod ging das Gemälde 1978 in die Sammlung des Museums über.
Auch die Berliner Gemäldegalerie besitzt eine Kopie des Werkes. Die dortige Version hat mit 62,5 × 46,5 cm wiederum andere Maße und kann lediglich auf einen unbestimmten Zeitraum nach 1520 datiert werden. In der Ausführung wird diese Version als „schwach“ bezeichnet und nicht als Originalwerk Bartolomeo Venetos eingeschätzt. Tatsächlich weicht das Gesicht der Dargestellten stark von den Gemälden in Mailand und Boston ab. Auf der Gemälderückseite befindet sich das Siegel Napoleon Bonapartes. Bis 1889 war das Bild im Besitz Alexander von Minutolis. 1899 wurde es in der Kunstauktion im Berliner Salon Rudolph Lepke verkauft und gelangte 1916 als Geschenk von Dr. G. A. Freund in die Sammlung des Berliner Museums.
Weitere Versionen befinden sich in der Pinacoteca Ambrosiana di Milano, im Castello Sforzesco di Milano, in der Pinacoteca del Seminario di Rovigo und weiteren italienischen Privatsammlungen. Auch auf dem Kunstmarkt wurden Kopien des Gemäldes angeboten. Auf einem 2005 in London versteigerten Werk wurde die Darstellung um zwei Engel ergänzt, die sich links und rechts von der Lautenspielerin befinden. Auch das Format des nahezu quadratischen Gemäldes weicht von den übrigen Versionen der Darstellung ab.

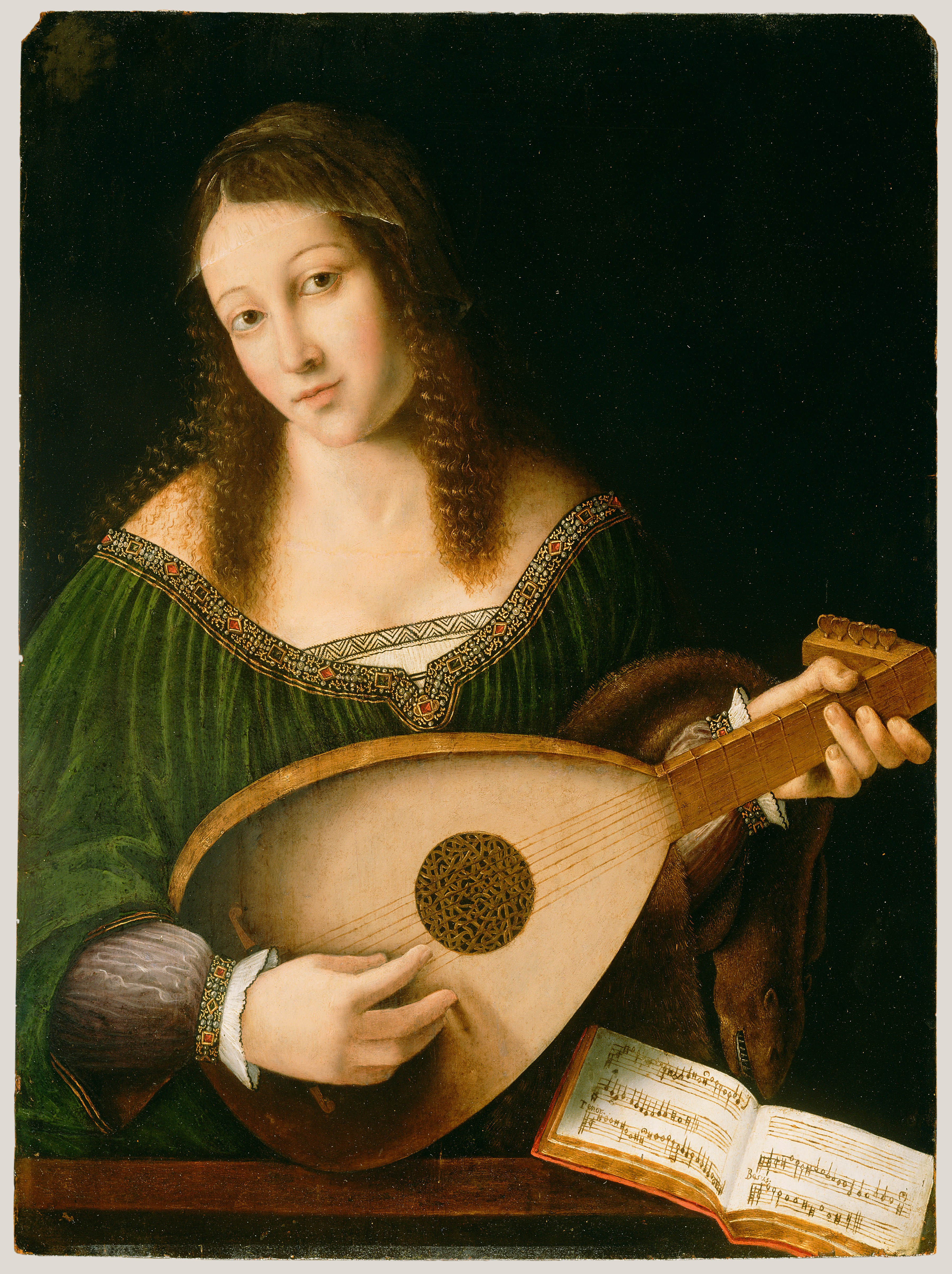
Bartolomeo Veneto: Lautenspielerin (um 1530), 55,9 cm × 41,3 cm, J. Paul Getty Museum, Los Angeles.
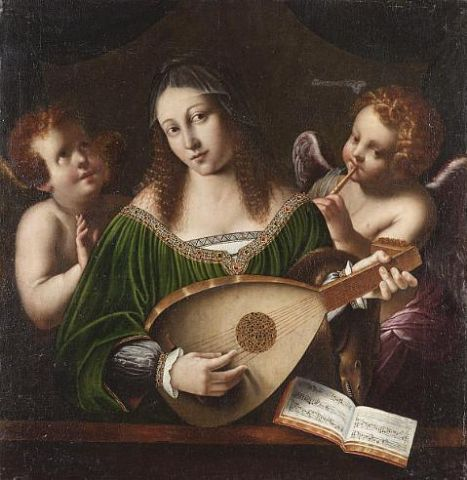
Studio Of Bartolomeo Veneto: Lautenspielerin, 62,7 cm × 61 cm, verkauft durch Bonhams London, 2005.